# Janez Božič (gozdar)
Janez Božič, slovenski inženir gozdarstva, strokovnjak za gozdove in publicist, * 5. marec 1928, Bled, † julij 2021
Janez Božič je leta 1952 diplomiral na poljedelsko-gozdarski fakulteti v Zagrebu. Delal je na pogozdovanju Krasa in v gozdnem drevesničarstvu od 1955 pa na inštitutu za gozdno in lesno gospodarstvo Ljubljana. Leta 1966 je doktoriral v Freiburgu (Nemčija). Leta 1974 je bil habilitiran na Biotehniški fakulteti v Ljubljani. V letih 1982-85 je bil predsednik društva gozdnih inženirjev in tehnikov ter od 1977 do 1983 glavni urednik Zbornika za gozdarstvo in lesarstvo.
Božič se je v raziskovalnem delu posvečaj gozdnemu plantažništvu in razvoju gozdnega drevja zunaj gozda in v tem okviru tudi za gozdne nasade na Ljubljanskem barju. Objavil je tako strokovne kot tudi poljudne članke in je vodilni poznavalec problematike topolarstva v Sloveniji. Osnoval je semenske plantaže in vodil službo selekcije gozdnega semenja. Opravljal je tudi svetovalno delo za gozdarstvo pri perujski vladi.
Poročen je bil z ilustratorko Marjanco Jemec Božič.